# Nothochalara sordida
Nothochalara sordida är en fjärilsart som beskrevs av Diakonoff 1954. Nothochalara sordida ingår i släktet Nothochalara och familjen plattmalar. Inga underarter finns listade i Catalogue of Life.